# Njupfatet
Njupfatet är en sjö i Hudiksvalls kommun i Hälsingland och ingår i Delångersåns huvudavrinningsområde. Sjön har en area på 0,104 kvadratkilometer och ligger 367,2 meter över havet. Sjön avvattnas av vattendraget Njupfatbäcken.

## Delavrinningsområde
Njupfatet ingår i det delavrinningsområde (687782-153105) som SMHI kallar för Mynnar i Njupfatbäcken. Medelhöjden är 275 meter över havet och ytan är 3,26 kvadratkilometer. Det finns inga avrinningsområden uppströms utan avrinningsområdet är högsta punkten. Njupfatbäcken som avvattnar avrinningsområdet har biflödesordning 4, vilket innebär att vattnet flödar genom totalt 4 vattendrag innan det når havet efter 76 kilometer. Avrinningsområdet består mestadels av skog (94 procent). Avrinningsområdet har 0,1 kvadratkilometer vattenytor vilket ger det en sjöprocent på 3,1 procent.